# 블레인 위버
블레인 위버(Blayne Weaver, 1976년 4월 9일 ~ )는 미국의 배우, 각본가, 영화 감독, 영화 제작자, 성우이다.
보저시티에서 태어났다.

## 영화
- 맥시멈 체이스 (2016, Cut to the Chase)
- 웨어 위아 멘트 투 비 (2016년)
- 페이버 (2013년) - 킵 역
- 정크 (2012년)
- 추격 (2012, Deep Dark Canyon) - 톰 카바나 역
- 식스 먼스 룰 (2011년)
- 허니 2 (2011년)
- 내 남자친구는 왕자님 4 - 엘리펀트 어드벤처 (2010년)
- 웨더 걸 (2009년)
- 내 남자친구는 왕자님 3 - 로얄 허니문 (2008년)
- 아웃사이드 세일즈 (2006년)
- 로징 로이스 레인 (2004년)
- 피터 팬 2 - 리턴 투 네버랜드 (2002년)
- 미키의 환상의 크리스마스 (2001년)
- 매닉 (2001년)
- 라스트 카우보이 (1995년)